# SVT HD
SVT HD var en high-definition tv-kanal fra den svenske folkelige tv-kanalgruppe Sveriges Television (SVT). Kanalen viste high-definition af programmer fra de andre SVT-kanaler. 
Den 20 september 2010 blev SVT HD erstattet med SVT1 HD og i november starter også en SVT2 HD. Der bliver således skabt paralleludgaver af SVT's to hovedkanaler.